# La La Land (filme)
La La Land (no Brasil, La La Land - Cantando Estações; em Portugal, La La Land: Melodia de Amor) é um filme romântico-musical estadunidense de 2016 escrito e dirigido por Damien Chazelle. Estrelado por Ryan Gosling e Emma Stone, segue a história de um pianista de jazz e uma aspirante a atriz que se conhecem e se apaixonam em Los Angeles. O título é uma referência à cidade na qual o filme é ambientado e ao termo Lalaland, que significa estar fora da realidade.
Chazelle idealizou o roteiro em 2010, mas não conseguiu reproduzi-lo tão rápido devido à falta de estúdios dispostos a financiá-lo ou aceitá-lo como estava escrito. No entanto, após o sucesso de seu filme Whiplash (2014), o projeto foi apoiado pela Summit Entertainment. La La Land teve sua primeira exibição no Festival de Cinema de Veneza em 31 de agosto de 2016 e seu lançamento oficial em 9 de dezembro de 2016. Desde então, arrecadou mais de 445 milhões de dólares em todo o mundo.
La La Land foi aclamado pela crítica especializada, sendo considerado um dos melhores filmes de 2016. Os críticos elogiaram o roteiro e a direção de Chazelle, as atuações de Gosling e Stone, a trilha sonora de Justin Hurwitz e os números musicais. No Globo de Ouro de 2017, a obra fez história ao estabelecer um recorde de mais prêmios conquistados, com sete vitórias de sete indicações: Melhor Filme - Comédia ou Musical, Melhor Diretor, Melhor Ator - Comédia ou Musical, Melhor Atriz - Comédia ou Musical, Melhor Roteiro, Melhor Trilha Sonora e Melhor Canção Original por "City of Stars". Na cerimônia do Oscar 2017, obteve 14 indicações, assim se igualando ao recorde de All About Eve (1950) e Titanic (1997) de filmes mais indicados da história do prêmio. Venceu seis: Melhor Diretor (Damien Chazelle), Melhor Atriz (Emma Stone), Melhor Trilha Sonora e Melhor Canção Original (City of Stars), Melhor Direção de Arte e Melhor Fotografia.

## Enredo
Em uma movimentada estrada de Los Angeles, Mia (Emma Stone), uma barista no estúdio e aspirante a atriz, cai em um momento de raiva com Sebastian (Ryan Gosling), um pianista de jazz. Sua audição mais atrasada vai mal apesar de seus esforços. Naquela noite, as companheiras de quarto de Mia a levam a uma festa luxuosa nos Hollywood Hills. Ela tem que dar um longo passeio de volta para seu apartamento depois de encontrar seu carro rebocado.
Durante um show em um restaurante, Sebastian entra em uma apaixonada improvisação de jazz, apesar das advertências explícitas do proprietário (J. K. Simmons). Mia ouve a música ao passar pelo restaurante. Movida, ela entra no momento em que Sebastian é despedido. Enquanto ele sai, no meio de uma tempestade, Mia tenta cumprimentá-lo, mas ele a ignora. Meses mais tarde, Mia se depara com Sebastian em outra festa onde ele toca, com uma banda, músicas dos anos 80, onde ela brinca com ele. Após o show, os dois andam juntos para encontrar seus carros. Eles lamentam estar na companhia um do outro, apesar da química clara entre eles.
Sebastian leva Mia para um clube de jazz, explicando sua paixão pelo jazz e seu desejo de dirigir seu próprio clube, além dela reforçar sua paixão como atriz. Eles se aquecem um ao outro. Para ajudá-la a se preparar para outra audição, Sebastian a convida para um encontro no cinema. Mia sai de um encontro duplo com seu namorado e seu irmão e corre para o teatro, encontrando Sebastian assim que o filme começa. Os dois concluem seu encontro com uma dança no Observatório Griffith (Planetário).
Depois de mais audições fracassadas, Mia decide escrever uma peça pessoal de uma única atriz, por sugestão de Sebastian. Sebastian começa a tocar regularmente no clube de jazz e os dois vão morar juntos. Keith (John Legend), um colega de escola de Sebastian, o convida para tocar teclado em sua banda de jazz, que oferece uma fonte constante de renda. Sebastian está consternado com o estilo pop da banda, mas decide assinar com eles. Mia assiste a um de seus concertos, mas se preocupa, sabendo que esse não era o sonho de Sebastian. Durante a primeira turnê da banda, Mia confronta Sebastian, que por sua vez afirma que é o que ele queria, antes de acusá-la de gostar dele apenas quando ele era menos bem sucedido. Sentindo-se insultada, Mia sai. Na noite de estréia da peça de Mia, Sebastian não aparece devido a uma sessão de fotos que ele havia esquecido. Apenas algumas pessoas assistem ao show e Mia escuta comentários negativos dos bastidores. Deprimida, ela deixa Los Angeles e volta para casa em Boulder City, Nevada.
Um dia, Sebastian recebe um telefonema de uma diretora de elenco que assistiu e apreciou a peça de Mia. Ela convida Mia para uma audição na manhã seguinte. Sebastian dirige-se para Boulder City e convence Mia para retornar. Mia é simplesmente convidada a contar uma história para a audição. Ela começa a cantar sobre sua tia que a inspirou a seguir atuação. Confiante de que a audição foi um sucesso, Sebastian afirma que Mia deve dedicar-se sinceramente à oportunidade. Eles dizem que sempre se amarão e verão onde as coisas vão entre os dois.
Cinco anos depois, Mia é uma atriz famosa e casada com outro homem (Tom Everett Scott), com quem ela tem uma filha. Uma noite, o casal acaba entrando em um bar de jazz, supostamente, aleatório. Percebendo o logotipo do bar (Seb's), Mia percebe que Sebastian finalmente abriu seu próprio clube. Sebastian reconhece Mia na multidão e começa a tocar seu tema de amor, provocando uma sequência de sonho em que os dois imaginam o que poderia ter sido em um estilo tradicional de Hollywood com eles beijando a primeira noite no restaurante, Mia sendo uma atriz e Sebastian tocando em seu clube, e eles vivendo feliz com seu filho. Mia sai com o marido. Antes de sair, ela compartilha com Sebastian um último olhar e sorriso, felizes pelos sonhos que eles conseguiram.

## Elenco
Segue-se abaixo a lista com o elenco de La La Land, de acordo com o site TV Guide.
| - Ryan Gosling interpreta Sebastian Wilder: Pianista e apaixonado por jazz, Sebastian tem dificuldades em manter um emprego fixo e sonha em abrir um clube do gênero, porque "ninguém mais gosta de jazz", e ele pretende salvá-lo. - Emma Stone interpreta Mia Dolan: Aspirante a atriz que, por mais que compareça a diversas audições, não consegue um papel. Trabalha como barista nos estúdios Warner Bros.. Quis ser atriz por influência de sua tia. - John Legend interpreta Keith: Velho conhecido de Sebastian e que mantém uma pequena inimizade com ele, mas acaba convidando-o para ser pianista de uma nova banda de jazz fusion que está a formar. - Rosemarie DeWitt interpreta Laura Wilder: Irmã de Sebastian, insiste para que ele consiga um emprego fixo e consiga uma namorada. Aparece na casa do irmão em uma cena. | - Finn Wittrock interpreta Greg Earnest: Inicia a trama como namorado de Mia, mas terminam a relação ao decorrer da história. - J.K. Simmons interpreta Bill: Dono do clube de jazz onde Sebastian trabalha. Bill demite Sebastian duas vezes por não tocar o que pede. - Jessica Rothe interpreta Alexis, Sonoya Mizuno interpreta Caitlin, Callie Hernandez interpreta Tracy: Amigas de Mia, juntam-se para ir a uma festa no início da trama. - Tom Everett Scott interpreta David: Marido de Mia. - Meagen Fay interpreta a mãe de Mia: Conversa com ela ao telefone e fala sobre a vida em Los Angeles e a relação com Sebastian. - Damon Gupton interpreta Harry. - Jason Fuchs interpreta Carlo. - Josh Pence interpreta Josh. |

## Dubladores no Brasil
- Estúdio de dublagem: Delart[11]
- Direção de Dublagem: Manolo Rey[11]
- Cliente: Paris Filmes[11]
- Tradução: Mário Menezes[11]
- Técnico(s) de Gravação: Léo Santos e Rodrigo Oliveira[11]

Elenco
- Mia: Mariana Torres[11]
- Sebastian: Manolo Rey[11]
- Keith: Duda Ribeiro[11]
- David: Marcos Souza [11]
- Tracy: Evie Saide[11]
- Laura: Andrea Murucci[11]
- Bill: Elcio Romar[11]
- Josh: Raphael Rossatto[11]
- Alexis: Luisa Viotti[11]
- Alistair: Carlos Gesteira[11]
- Bree: Flavia Fontenelle[11]

## Produção

### Pré-produção
Sendo baterista, Damien Chazelle demonstra forte predileção por filmes musicais. Ele idealizou o roteiro de La La Land em 2010, quando a indústria cinematográfica ainda parecia distante para o diretor. Sua ideia para o filme era de "retomar o velho musical, mas acrescentar elementos verossímeis, da vida real", assim como homenagear e saudar pessoas que se mudam para Los Angeles, cidade onde se passa a história, para perseguir seus sonhos. A narrativa foi concebida quando ele ainda era estudante da Universidade de Harvard, ao lado de seu amigo Justin Hurwitz. Anteriormente, ambos exploraram o conceito em sua tese por meio de um musical de baixo orçamento sobre um músico de jazz de Boston, intitulado Guy and Madeline on a Park Bench. Chazelle foi influenciado por outros filmes musicais que prestaram homenagens a metrópoles, como Manhatta (1921) e Tchelovek s kinoapparatom (1929). Depois de se formar, se mudou para Los Angeles (LA) e continuou a escrever o roteiro.
| “ | LA, ainda mais do que qualquer outra cidade americana, obscurece, às vezes negligencia, sua própria história. Mas isso também pode ser sua peculiaridade mágica, já que é uma cidade que se revela pouco a pouco, como uma cebola, se você tiver tempo para explorá-la. | ” |

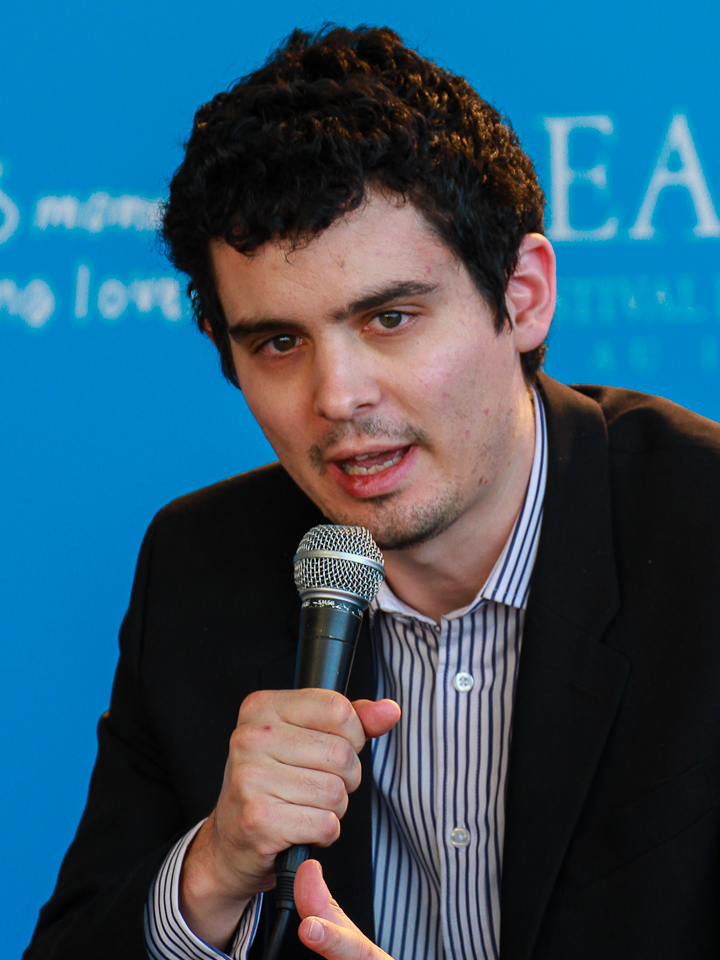
Damien Chazelle recebeu vários prêmios e indicações pela direção e roteiro.

Em vez de replicar LA aos encantos de Paris ou San Francisco, o cineasta deu preferência às qualidades e aos elementos que a tornam distinta: o tráfego, a expansão e a atmosfera. O estilo e o tom do filme foram inspirados nas obras Les Parapluies de Cherbourg (1964) e Les Demoiselles de Rochefort (1967), de Jacques Demy, especialmente o último, que tematiza o jazz e alude visualmente a clássicos de Hollywood, como Broadway Melody of 1940, Singin' in the Rain e The Band Wagon. Há também certa semelhança com o último trabalho de Chazelle, Whiplash (2014), em termos de desenvolvimento dos temas, já que os dois "abordam a luta de ser artista e conciliar seus sonhos com as necessidades humanas; La La Land apenas os retrata mais serenamente". Ele também admite que ambos os filmes refletem sua própria carreira como cineasta, a caminho do estrelato de Hollywood. La La Land é, em particular, uma história sobre suas experiências deslocando da costa leste estadunidense a Los Angeles, com a ideia preconcebida de que tudo seria "shoppings e autoestradas".
Chazelle esteve incapaz de produzir o filme por anos, já que nenhum estúdio estava disposto a financiar um musical original contemporâneo sem canções familiares e fora dos padrões de construção de uma base de fãs. Além disso, The Hollywood Reporter chamou musicais de jazz de "gênero extinto". O diretor, no entanto, não desistiu de colocar em prática o projeto e acreditou que Hurwitz e ele poderiam ter potencial para encontrar financiadores do filme. Portanto, conseguiram se contatar com amigos, que apresentaram Jordan Horowitz e Fred Berger, os quais se firmaram na Focus Features e liberaram um orçamento de um milhão de dólares. No entanto, o estúdio exigiu algumas modificações no roteiro: a protagonista masculina deveria ser alterada de pianista de jazz para músico de rock, o tema de abertura deveria ser menos complicado e o final poderia ser descartado. Chazelle não concordou com as exigências da Focus e desistiu de firmar o contrato.
Dessa forma, o diretor decidiu escrever Whiplash primeiro, uma vez que apresentava um conceito mais fácil de atingir o público e um investimento menos arriscado. Após receber inúmeros elogios pela crítica no Festival Sundance de Cinema, em janeiro de 2014, Chazelle continuou se esforçando tirar La La Land do papel. Um ano depois, sua obra recebeu cinco indicações ao Oscar 2015, incluindo melhor filme e melhor roteiro adaptado, arrecadando quase 50 milhões de dólares em todo o mundo e, por consequência, atraindo a atenção de estúdios. Enfim, cinco anos após a idealização de La La Land, a Summit Entertainment e a Black Label Media concordaram em investir no filme e distribuí-lo, juntamente com o produtor Marc Platt, após executivos do estúdio se impressionarem com o sucesso crítico e comercial de Whiplash. Patrict Wachsberger, que anteriormente trabalhou em Step Up, ajudou a aumentar o orçamento do filme com a justificativa de que "bons musicais não são baratos".

### Escolha do elenco
Inicialmente, Miles Teller e Emma Watson estavam selecionados como os protagonistas. Watson desligou-se do projeto em razão das gravações de Beauty and the Beast, enquanto que Teller deixou o papel após longas negociações contratuais. Numa movimentação reversa, Gosling deixou o elenco de Beauty and the Beast, onde interpretaria a Fera, para estrelar La La Land. Chazelle decidiu tornar as personagens mais velhas, com sucessivos fracassos em conquistar seus sonhos, ao invés de jovens que acabaram que chegar em Los Angeles.
Emma Stone estrela como Mia, uma aspirante a atriz que trabalha como barista em um café da Warner Bros., em Los Angeles, servindo celebridades cinematográficas entre as audições. Stone revelou que é apaixonada por musicais desde quando assistiu Les Misérables com oito anos de idade, afirmando que "a explosão musical sempre é um verdadeiro sonho"; além disso, falou que seu filme favorito é a comédia romântica City Lights (1931), de Charlie Chaplin. Quando criança, era líder de torcida em sua escola e estudou balé. Ela se mudou para Hollywood com quinze anos e conheceu Chazelle em 2014, enquanto trabalhava em Cabaret, sua estreia na Broadway. Após a repercussão positiva da peça teatral, o cineasta dialogou bastante com a atriz sobre La La Land, que demonstrou interesse em atuar. Em sua preparação para o papel, assistiu a diversos filmes de Fred Astaire e Ginger Rogers.
Ryan Gosling foi selecionado para interpretar o par romântico de Mia, Sebastian, um pianista de jazz o qual sobrevive fazendo shows em bares sujos e almeja abrir seu próprio clube. Assim como Stone, Gosling também trouxe para o filme experiências pessoais. Chazelle se encontrou em um bar próximo a casa do ator, em Hollywood Hills, para confirmarem seu contrato, firmado após participar de The Big Short. O diretor demonstrou interesse por atores bem jovens, adequados à caracterização das personagens principais: recém-chegados em Los Angeles. Chazelle afirmou que as protagonistas "se sentem como um velho casal de Hollywood, semelhante a Spencer Tracy e Katharine Hepburn ou Dick Powell e Myrna Loy", além de que essa é a terceira colaboração entre Stone e Gosling, os quais já se encontraram em Crazy, Stupid, Love e Gangster Squad. Ambos tiveram que aprender a cantar e dançar as seis canções originais do filme.
O restante do elenco — J. K. Simmons, Sonoya Mizuno, Finn Wittrock, Rosemarie DeWitt e John Legend — foi anunciado entre julho e agosto de 2015. Durante a fase de pré-produção, Miles Teller e Emma Watson estavam cotados para protagonização da obra; no entanto, Gosling e Stone os substituíram devido à realização de outros filmes, que buscaram a interpretação de Teller e Watson. O ator conversou com Chazelle durante as filmagens de Whiplash, mas entrou em conflito com a produtora executiva de War Dogs, a qual queria sua participação no filme. Em primeiro momento, The Hollywood Reporter informou que a saída de Teller se deu devido à demanda de pagamento de 4 milhões de dólares; todavia, o ator negou a notícia e falou que "tudo dito era besteira, uma publicação sensacionalista".
O filme foi coreografado por Mandy Moore e os ensaios ocorreram em um escritório de produção da Atwater Village entre três e quatro meses, com início em maio de 2015. Nesse escritório, Gosling praticou piano, Stone trabalhou com Moore e a figurinista Mary Zophres teve seu próprio espaço de atividade. A coreógrafa enfatizou que a atriz principal deveria enfatizar a emoção em vez da técnica em sua atuação, o que seria fundamental para expressar a mensagem de La La Land. Para ajudar o elenco a obter criatividade, Chazelle exibia em seu estúdio filmes clássicos que serviram de inspiração, sextas-feiras à noite, como Top Hat e Boogie Nights.

### Filmagem
Chazelle queria Los Angeles para ser o cenário principal do filme desde a idealização do roteiro, comentando que "há algo muito poético na cidade, habitada por pessoas com sonhos e que buscam torná-los realidade". Desde o início, queria números musicais do início ao fim, com elementos da década de 1950, o uso do CinemaScope e a realização em um único take, como se apresentou nos filmes de Fred Astaire e Ginger Rogers. A filmagem começou a ser executada em 10 de agosto de 2015 em mais de sessenta locais da cidade, incluindo o Centro, casas da Hollywood Hills, Angels Flight, Colorado Street Bridge, South Pasadena, Homer Laughlin Building e Watts Towers, com inúmeras cenas gravadas em uma só tomada. Essa fase do filme demorou 42 dias, finalizando em setembro de 2015.
A sequência de abertura pré-créditos foi a primeira a ser filmada, a qual foi feita em uma rampa da rodovia que liga a Interstate 105 a Interstate 110, levando ao Centro de Los Angeles. Essa parte foi gravada em dois dias e exigiu mais de cem dançarinos. O designer de produção David Wasco comentou: "pensei que alguém cairia e morreria [na realização dessa cena]". Como primeira impressão, Chazelle queria demonstrar a dimensão da cidade e comparou com a passagem de The Wizard of Oz (1939), a qual mostra a estrada de tijolos amarelos que conduz à Cidade das Esmeraldas.

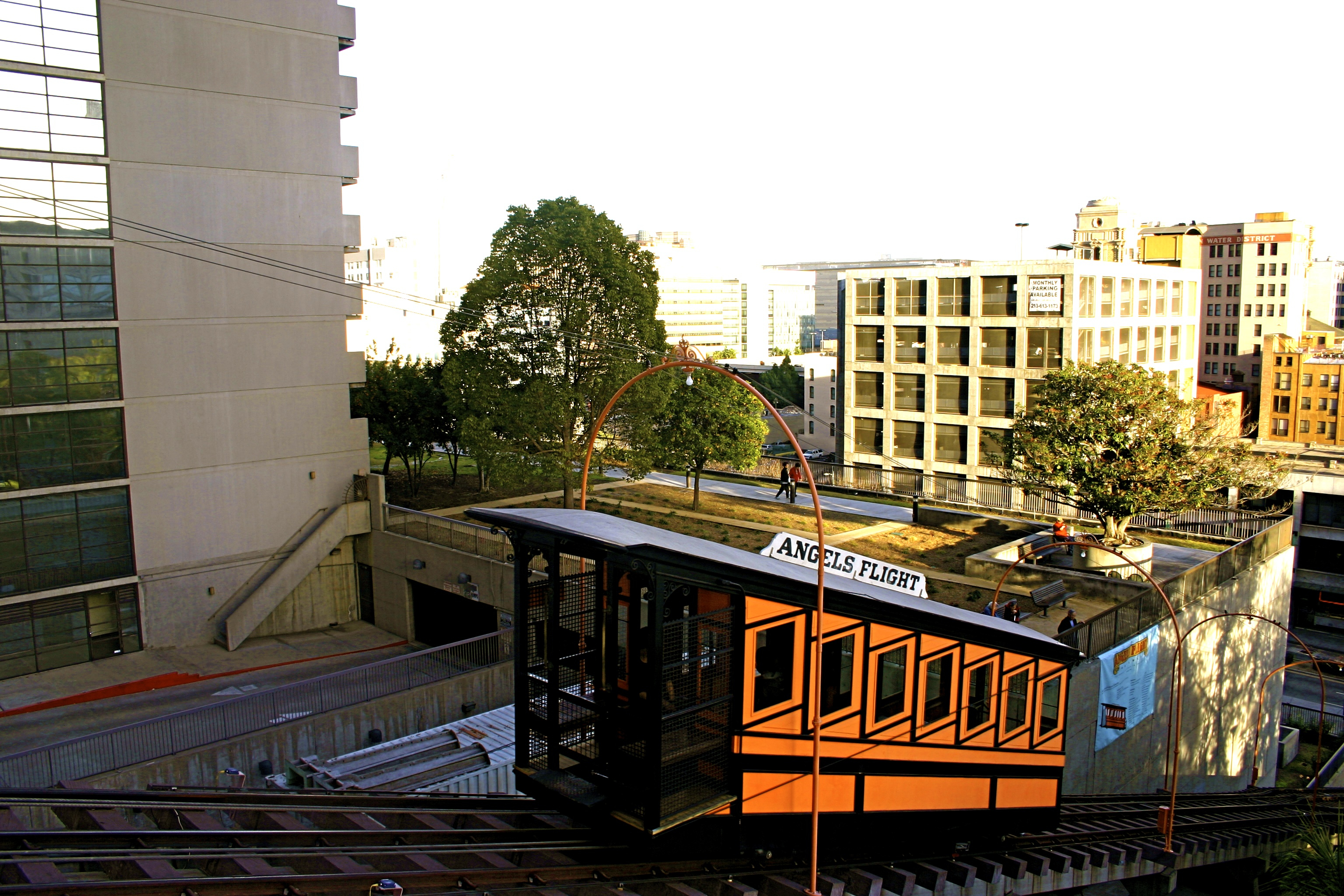
Angels Flight foi reaberto por um dia apenas para a gravação de La La Land.

O cineasta buscou lugares antigos que estavam a ruína ou foram arrasados. Um exemplo é Angels Flight, ferrovia fechada em 2013 após um descarrilamento; tentativas para reparar e reabri-la foram em vão. A equipe de produção conseguiu permissão para gravar no local por um dia. Mia, a protagonista, trabalha em um café próximo aos lotes de estúdio, os quais Chazelle considera como "monumentos" de Hollywood. O designer, Wasco, também criou diversos cartazes de filme falsos para aparecer no cenário; dentre esses pôsteres, estava uma versão de 1930 da primeira produção do cineasta, Guy and Madeline on a Park Bench (2009).
A cena de seis minutos no Prius havia de ser realizada durante o breve momento da 'hora mágica' do pôr do sol. Para sua conclusão, foram necessários oito takes e dois dias de filmagem. Gosling e Stone erravam bastante entre as tomadas, principalmente nos números musicais, mas Chazelle se demonstrou compreensível. Ele passou quase um ano editando o filme ao lado de Tom Cross, em busca da configuração desejada para La La Land.

## Trilha sonora
As canções e a trilha sonora de La La Land foi composta e orquestrada por Justin Hurwitz, que estudou com Chazelle na Universidade de Harvard e já trabalhou nos outros dois longa-metragens do cineasta. As letras das canções foram escritas por Pasek and Paul, com exceção de "Start a Fire", criada por Hurwitz, John Stephens, Marius de Vries e Angelique Cinelu.
Foram repercutidos dois álbuns: La La Land: Original Motion Picture Soundtrack e La La Land: Original Motion Picture Score.
| N.º            | Título                           | Performance                      | Duração |  |
| 1.             | "Another Day of Sun"             | Todo o elenco                    | 3:18    |  |
| 2.             | "Someone in the Crowd"           | Stone, Hernandez, Mizuno e Rothe | 4:19    |  |
| 3.             | "Mia and Sebastian's Theme"      | Justin Hurwitz                   | 1:38    |  |
| 4.             | "A Lovely Night"                 | Emma Stone e Ryan Gosling        | 3:56    |  |
| 5.             | "Herman's Habit"                 | Justin Hurwitz                   | 1:51    |  |
| 6.             | "City of Stars"                  | Ryan Gosling                     | 1:51    |  |
| 7.             | "Planetarium"                    | Justin Hurwitz                   | 4:17    |  |
| 8.             | "Summer Montage/Madeline"        | Justin Hurwitz                   | 2:04    |  |
| 9.             | "City of Stars"                  | Emma Stone e Ryan Gosling        | 2:29    |  |
| 10.            | "Start a Fire"                   | John Legend                      | 3:12    |  |
| 11.            | "Engagement Party"               | Justin Hurwitz                   | 1:27    |  |
| 12.            | "Audition (The Fools Who Dream)" | Emma Stone                       | 3:48    |  |
| 13.            | "Epilogue"                       | Justin Hurwitz                   | 7:39    |  |
| 14.            | "The End"                        | Justin Hurwitz                   | 0:26    |  |
| 15.            | "City of Stars (Humming)"        | Emma Stone e Justin Hurwitz      | 2:42    |  |
| Duração total: | Duração total:                   | Duração total:                   | 45:50   |  |

## Temas e análises

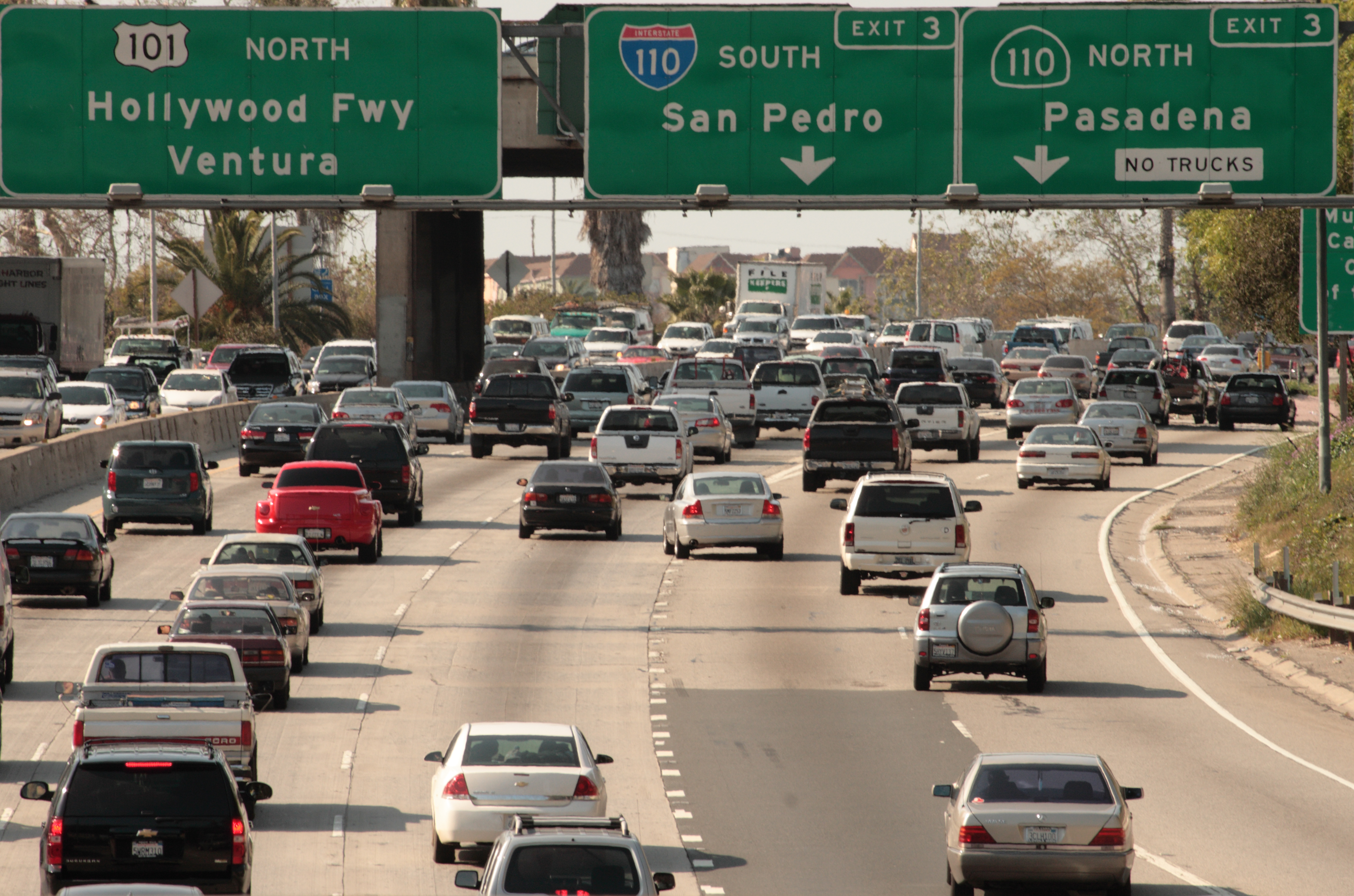
O tráfego em Los Angeles é homenageado e "romantizado" na cena inicial de La La Land, "Another Day of Sun".

La La Land é um ode à cidade de Los Angeles, e, como tal, apresenta diversos temas verossímeis à vida dos residentes. Um deles é o tráfego: na primeira cena do filme, os dois personagens principais estão presos em um engarrafamento — e, simbolicamente, presos em suas próprias vidas — onde as pessoas começam a sair dos carros e dançar, ao som de "Another Day of Sun". Assim que eles se encontram, os carros começam a movimentar-se novamente.  Nisso, mostra-se também como Los Angeles é uma cidade rápida, que não para, e na qual todas as pessoas buscam sua própria identidade. Nas palavras de um autor do GradeSaver: "LA é um mundo em constante movimento e para ser visto você precisa chamar a atenção das pessoas. Mas as pessoas não dão atenção quando você mostra o que vem do coração. A primeira audição de Mia é uma decepção por esse motivo. Ela encena um texto muito emocional e deixa transparecer essa emoção, mas ninguém na sala parece dar valor ao que ela está fazendo". Outra realidade mostrada é a das pessoas que deixam suas cidades natais para buscar uma carreira nas artes em LA: Mia saiu de Boulder City e, em determinado ponto da película, ela diz que já está há seis anos na cidade a tentar sucesso na atuação. Há também, na produção, uma homenagem aos musicais antigos: a cena inicial foi comparada a uma de Les Demoiselles de Rochefort; a sequência em que as quatro amigas arrumam-se para ir a uma festa e cantam "Someone in the Crowd" é citada como um "grande clássico dos musicais" e bebe da fonte de Grease, West Side Story e Sweet Charity; o sapateado na cena "A Lovely Night" é visto como homenagem a obras como Singin' in the Rain. O percurso passional desenvolvido em La La Land conduz à discursivização do amor líquido, como defende Diego Olivares da Carta Capital, conceituado pelo sociólogo polonês Zygmunt Bauman como consequência da modernidade líquida, época contemporânea ao lançamento do filme, em que as relações humanas se tornam coadjuvantes em relação ao sucesso profissional.
O jazz é recorrente na trama: Sebastian é obcecado pelo estilo musical, e odeia o rumo que ele está tomando, ao tornar-se cada vez mais irrelevante. O gênero já havia sido anteriormente explorado por Chazelle em Whiplash, e, por isso, Tony Haynes, em texto para o The Guardian, questiona se a forma como o jazz é tratado em La La Land não seria uma sátira: "[O filme] parece rir a pretensão dos músicos de segunda categoria e da visão sentimentalmente estereotipada do jazz. Tudo isso é conquistado com uma virtuosidade incrível e muito bom humor, o que só aumenta a ambiguidade [em relação ao gênero]".

## Distribuição

### Lançamento
La La Land teve sua primeira aparição mundial no Festival Internacional de Veneza, como filme de abertura na noite de 31 de agosto de 2016. A obra também foi exibida no Festival de Cinema de Telluride e no Festival Internacional de Cinema de Toronto após 12 de setembro de 2016, no Festival de Cinema de Londres e no Festival de Middleburg no final de outubro do mesmo ano, no Festival de Cinema de Virgínia em 6 de novembro e, por fim, na AFI Fest em 15 de novembro de 2016.
Inicialmente previsto para estrear em 15 de julho, foi anunciado que o filme teria lançamento limitado em 2 de dezembro, antes de se expandir em 16 de dezembro. Chazelle mudou a data de estreia porque acreditava que julho não era o momento certo para o contexto do filme. No entanto, a transmissão limitada foi adiada pela distribuidora em 9 de dezembro, quando apareceu em cinco locais; expandiu-se para duzentos cinemas no dia 16 e foi para todo o país de origem em 25 de dezembro de 2016.
Estreou, no Brasil, em 19 de janeiro de 2017 (com pré-estreia em 12 de janeiro) pela Paris Filmes e, em Portugal, no dia 26 de janeiro de 2017 pela Pris Audiovisuais.
Nos Estados Unidos, La La Land recebeu da Motion Picture Association of America (MPAA) uma classificação PG-13. Isto porque alguns trechos do filme utilizam linguagem considerada inapropriada, como numa cena em que Mia pergunta a Sebastian: "E se as pessoas não gostarem da peça?" ao que ele responde: "Que se fodam!". O portal Common Sense Media concordou com a classificação concedida pela MPAA à obra. Por outro lado, pais e crianças usuários do site recomendaram-na para maiores de onze anos. No Brasil, o filme foi classificado como "livre para todos os públicos", de acordo com o Departamento de Justiça, Classificação, Títulos e Qualificação (DEJUS). Contudo, na dublagem brasileira, alguns termos ofensivos foram omitidos. Em Portugal, a organização de Inspeção-Geral das Atividades Culturais atribuiu uma classificação M/12. Assim, foi recomendado para maiores de doze anos.

### Formato doméstico
La La Land foi lançado nos Estados Unidos em formato digital em 11 de abril de 2017, e em 4K Ultra HD, blu-ray e DVD em 25 de abril. O lançamento inclui comentários do diretor e roteirista Damien Chazelle e do compositor Justin Hurwitz, dez vídeos dos bastidores, um vídeo mostrando como Ryan Gosling aprendeu piano para compor Sebastian e um contendo Gosling e Emma Stone falando sobre como foi trabalhar juntos pela terceira vez. O título foi lançado em ambos os formatos no Reino Unido em 15 de maio de 2017. No México, sua distribuição em edição doméstica iniciou-se em 5 de maio. Já em Espanha, começou em 10 de maio, e, em Portugal, um dia depois. No Brasil, foi comercializado em formatos DVD e blu-ray a partir de 18 de maio de 2017 e, em França, foi disponibilizado em ambos os formatos e em 4K no dia 25 de maio.

## Recepção

### Crítica
| Críticas profissionais | Críticas profissionais |
| Pontuações agregadas   | Pontuações agregadas   |
| Fonte                  | Avaliação              |
| ---------------------- | ---------------------- |
| Metacritic             | (93/100)               |
| Avaliações da crítica  |                        |
| Fonte                  | Avaliação              |
| AdoroCinema            | [ 77 ]                 |
| Chicago Tribune        | [ 9 ]                  |
| Omelete                | [ 7 ]                  |
| Rolling Stone          | [ 8 ]                  |
| Slant                  | [ 78 ]                 |
| The Guardian           | [ 79 ]                 |
| The Telegraph          | [ 10 ]                 |
| The Boston Globe       | [ 5 ]                  |
| Observador             | [ 80 ]                 |

La La Land foi recebido com grande aclamação pela crítica, com elogios ao roteiro e à direção de Chazelle, às performances de Stone e Gosling, à trilha sonora de Hurwitz e aos números musicais. No agregador de resenhas Rotten Tomatoes, o filme recebeu 93% de aprovação baseado em 323 análises recolhidas, e foi descrito como: "[um filme que] respira vida nova em um gênero antigo com uma direção emocionante e segura, interpretações poderosas e um irresistível excesso de coração". Pelo Metacritic, La La Land garante a mesma avaliação, agora com base em 51 comentários, ressaltando a "abrangência universal".
Peter Travers, da Rolling Stone, nomeou La La Land como seu filme preferido de 2016, descrevendo-o como "um milagre quente" e elogiando seus números musicais, especialmente a cena de abertura. Escrevendo para o Chicago Tribune, Michael Philips também elogiou a primeira sequência, além de destacar a performance de Stone, dizendo que ela "é motivo suficiente para ver La La Land". Apesar de ter sido menos positivo com o desempenho de Gosling na dança, o crítico deu avaliação total ao filme, declarando que é "o entretenimento mais seriamente prazeroso do ano". A.O. Scott, do The New York Times, foi positivo em relação à produção, dizendo que "é composto por uma efervescente fantasia, uma fábula racional, uma comédia romântica e um melodrama do showbiz, uma obra de artifícios sublimes e uma tocante autenticidade". O crítico britânico Peter Bradshaw, do The Guardian, deu ao filme cinco de cinco estrelas e o caracterizou como "uma obra-prima musical cheia de luz". Tom Charily, da revista Sight & Sound, revelou que "Chazelle trabalhou com algo raro: uma comédia verdadeiramente romântica, uma rapsódia em azul, vermelho, amarelo e verde".
Diana Dabrowska, do Cinema Scope, pronunciou que "[o romance] parece com o mundo do qual sonhamos, mas também revela a crueldade que pode minar desses sonhos; é filmado em CinemaScope e ainda assim é uma obra-prima intimista".  Em texto para o The Telegraph, Robbie Collin elogiou Stone, afirmando que a cena da audição só funciona porque a atriz "realmente é boa", e finalizou afirmando que "[o espectador] sai do cinema com lágrimas nos olhos, uma música no coração e seis polegadas de distância entre os sapatos e o chão". Para o The Boston Globe, Ty Burr afirmou que "La La Land não é perfeito", mas resumiu a efetividade do filme com o público dizendo que a produção "trafega entre a amarga alegria das coisas preciosas que estão desaparecendo, como o futuro imaginado no número de dança ocorrido no clímax, ou àquelas pistas de dança coloridas e cheias de estrelas que permanecem para sempre nos filmes antigos, ou aos próprios musicais de Hollywood". Christopher Gray, da revista Slant, numa análise mista, afirmou que "em nenhum momento há a sensação de estar-se a ver personagens humanas"; Amy Nicholson, da MTV, apesar de ter elogiado Stone, criticou o romance entre Mia e Sebastian, dizendo que "não há nada que leva o espectador a torcer pelo casal".
Renato Hermsdorff, do portal brasileiro AdoroCinema, referiu-se à película como "o renascimento do musical", afirmando que "a montagem dinâmica se dá sob uma iluminação exagerada (quase neon), para lá de poética". O crítico finalizou dizendo que "[...] é um filme obrigatório". Duas análises foram publicadas pela revista CartaCapital; a primeira, de Diego Olivares, foi mais negativa: o autor diz que "La La Land pode ter sido projetado como uma declaração apaixonada por Hollywood e pelas Artes, o que sempre dá certo entre os votantes da Academia. Mas seu coração é amargamente cínico". Já Eduardo Nunomura, outro jornalista da publicação, avaliou que "La La Land mostra que, nos dias de hoje, a ambição profissional fala mais alto e que a felicidade pode encontrar-se na realização do indivíduo". Escrevendo para o UOL, André Barcinski disse que "É uma boa diversão, um filme alegre e bonito, ideal para ser visto numa tela grande. Só não é o clássico que estão falando por aí". Érico Borgo, do Omelete, chamou a sequência inicial de "impressionante" e concluiu que "a grande virtude de La La Land - Cantando Estações [...] é ser como a ponte do viaduto do início do filme... uma ligação entre duas eras, pensando no público. E - por que não? - o educando". O Estadão emitiu um artigo de Willian Silveira, que escreve: "Na prática, La La Land é um bom filme. Agradável, competente e nostálgico, o musical apresenta uma roupagem moderna, sinalizada desde a sequência na abertura, e dialoga facilmente com a tradição".
O jornal português Diário de Notícias publicou duas análises: uma de Rui Pedro Tendinha e outra de João Lopes, que foram discrepantes em relação à obra. Lopes foi negativo, dando ao projeto duas estrelas de cinco possíveis e dizendo que "as limitações de execução do filme ficam patentes logo na cena de abertura [...] Chazelle regista tudo através dessa 'estética de telemóvel' em que a agitação da câmara tem como primeiro efeito dificultar a própria perceção daquilo que nos é apresentado. Além do mais, mesmo que a opção seja algo irónica, não é fácil construir um par romântico (e musical) quando a agilidade dançante de Emma Stone e Ryan Gosling é muito limitada e ambos, sobretudo ele, cantam de forma muito aplicada, mas sem alma. [...] La La Land é um produto muito direto e, à sua maneira, muito genuíno e sincero de uma nova cultura 'cinéfila' construída a partir de uma visão fragmentada e fragmentária das próprias tradições que evoca e invoca." Tendinha foi positivo, avaliando-o com cinco estrelas e dizendo que "é um filme na terra do cinema. Chazelle não cria coreografias, cria sonhos delirantes de cinema. E fá-lo com um jogo de cintura emocional que há muito não se via, a começar pelo facto de nos fazer apaixonar por um casal, coisa raríssima nesses dias". O autor prosseguiu:
"Sim, La La Land não pede espectadores cínicos, pede sonhadores. Gente que vá ao cinema para se emocionar sem receios e acreditar num rapaz e numa rapariga apaixonados. Melhor de tudo, nesse transbordar de emoções de coração aberto, pede-nos para levitar, bater o pé ao ritmo das já imortais melodias de Justin Hurwitz e voar, voar lá para bem perto da cidade das estrelas (e que carta de amor linda é este filme à cidade de Los Angeles!), se possível com licença para sermos ligeiramente tolos e piegas. Tal como quando estamos apaixonados, importa repetir. Damien Chazelle filma tudo isso com um sentido de paixão sincero, quase escancarado, mas ao mesmo tempo sem se levar a sério - chega a ser comovente quando Emma Stone se ri a meio da sua performance da canção que vai vencer o Óscar, "City of Stars". Aliás, ficamos tão embriagados com o efeito de encantamento disto tudo que quase apetece que vença os 13 Óscares possíveis".
Outra publicação lusitana, o Público, emitiu duas análises menos entusiasmadas em relação a La La Land. Jorge Mourinha avaliou que "o musical não regressou, e não estamos perante uma nova era do género. [...] La La Land não quer ser mais do que um momento de nostalgia e homenagem, não quer reinventar nem recriar o género para os nossos dias. [O filme] olha para o musical de Hollywood pelo prisma do seu maior estudante e seguidor, o francês Jacques Demy, que sabia fazer musicais 'à americana' sabendo que já não era possível fazer um musical 'americano'". Vasco Câmara, outro repórter para o periódico, deu uma estrela de cinco possíveis e concluiu que "La La Land semeia pôsters e paredes pintadas com 'filmes antigos'. Mostra salas de cinema 'antigas' que fecham. É toda uma fachada de nostalgia que é um confortável programa de esquecimento". Eurico de Barros, do Observador, disse que "o filme tem um grande, descomunal, trunfo do seu lado. É uma bomba nuclear de cor, luz, alegria e movimento, rodado em película e Scope", mas negou-se a concordar que trata-se de uma "obra-prima do cinema musical", afirmando: "Nessa dança não vou". Isabela Boscov, analisando a produção para a Veja, afirmou que "La La Land é uma criatura singular [...] é como se os personagens estivessem dançando e cantando dentro de si – como se estivessem, no seu íntimo, imaginando exprimir assim os seus sentimentos". A jornalista concluiu que o maior triunfo da película é "a maneira como Mia e Sebastian [...] encontram o final perfeito que a vida nunca pode oferecer".
Um ponto no enredo gerou controvérsia. A produção foi criticada pelo seu tratamento em relação ao jazz e à raça. Kelly Lawler, do USA Today, notou que a personagem de Gosling foi considerada um "salvador branco" por alguns críticos, por sua "tentativa (e eventual sucesso) em salvar um gênero tradicionalmente negro da extinção, sendo aparentemente a única pessoa capaz de conquistar isso". O sentimento foi ecoado por Ruby Lott-Lavigna, da Wired, Anna Silman, da New York e Ira Madison III, da MTV News. Reinaldo Glioche, do portal iG, contrapôs-se a essa visão: "La La Land é um filme sobre sonhadores, sobre Hollywood, sobre paixões platônicas e amores não vividos. Não há qualquer traço de racismo e machismo no filme. Uma acusação que poderia ser feita ao filme é de ser ingênuo. Ainda que sem fundamento, essa acusação mereceria consideração em face do pessimismo e mau humor que parecem tomar conta até mesmo no debate sobre cinema". Em outro texto, Glioche foi extremamente positivo quanto a La La Land, concluindo que "é um filme que certamente ocupará um espaço nobre na memória do cinema. Nada mais justo do que se deixar cativar por um filme que parece ter tudo no lugar certo".

### Bilheteria
La La Land arrecadou 150 milhões de dólares apenas nos Estados Unidos e no Canadá e 288 milhões em outros territórios, totalizando assim 438 milhões, contra um orçamento de produção de 30 milhões de dólares.
A obra cinematográfica de Chazelle teve um lançamento limitado em cinco teatros de Los Angeles e Nova Iorque em 9 de dezembro de 2016, faturando 881 104 dólares nessa aparição prévia, média de 176 221 por teatro. Uma semana depois, o filme se expandiu para duzentos cinemas e arrecadou 4,1 milhões de dólares, terminando em sétimo lugar na bilheteria estadunidense. Houve um aumento de 366% em relação à semana anterior.

### Prêmios e indicações

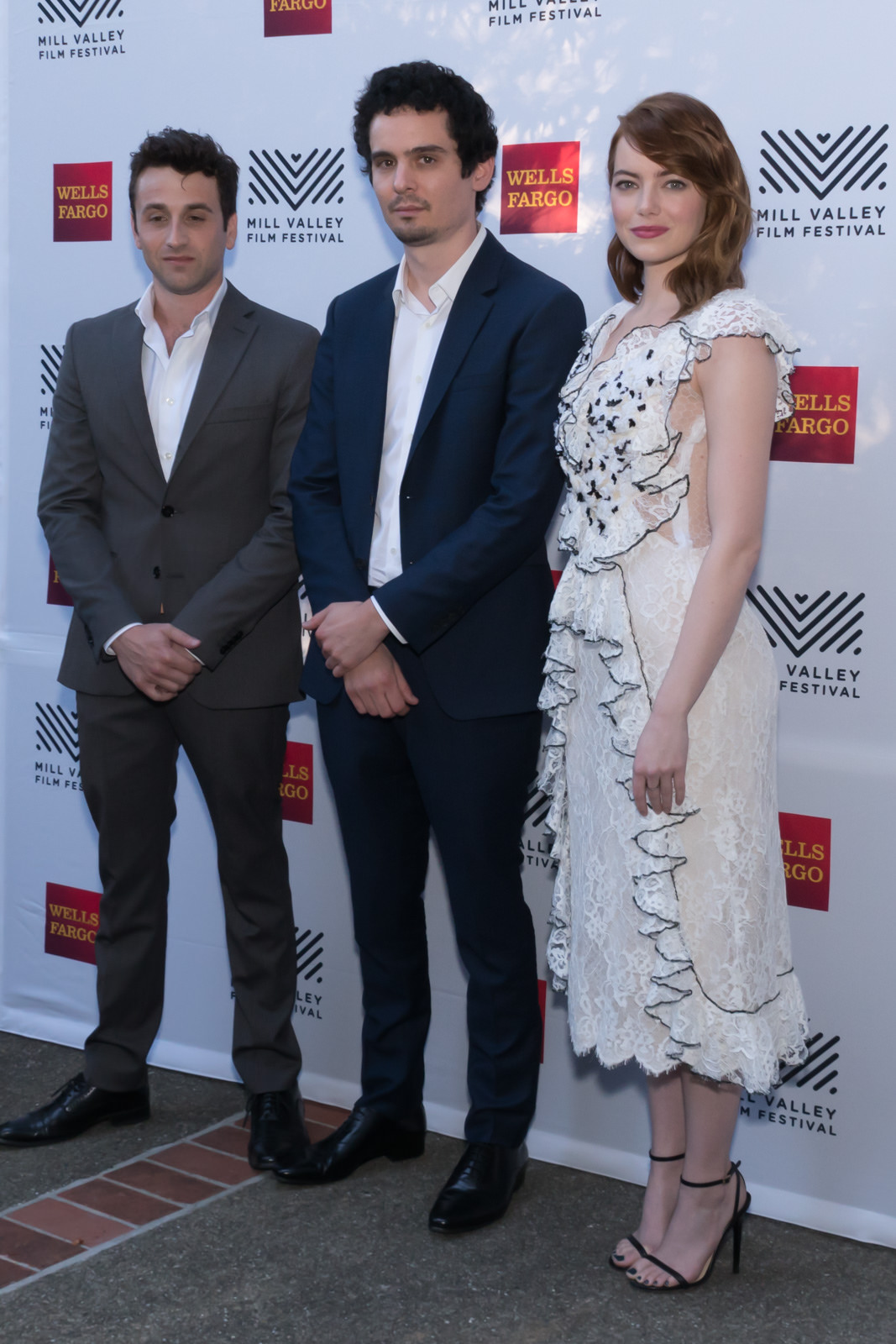
Hurwitz, Chazelle e Stone no Festival de Cinema Mill Valley de 2016.

La La Land recebeu quatorze indicações ao Oscar 2017 em treze categorias, igualando o número de nomeações de Titanic (1997), de James Cameron, e All About Eve (1950), de Joseph L. Mankiewicz. Em 26 de fevereiro de 2017, a obra recebeu seis prêmios: melhor diretor (Chazelle), melhor atriz (Stone), melhor trilha sonora (Hurwitz), melhor canção original ("City of Stars"), melhor direção de arte (os Wascos) e melhor fotografia (Sandgren). Além disso, concorreu nas categorias melhor filme, melhor ator para Ryan Gosling, melhor roteiro original, melhor edição de som, melhor mixagem de som, melhor figurino, melhor edição e teve ainda outra indicação a melhor canção original, "Audition (The Fools Who Dream)". Durante a noite do evento, a apresentadora da categoria principal, Faye Dunaway anunciou incorretamente que La La Land havia conquistado a categoria de melhor filme, após ler rapidamente o envelope aberto por Warren Beatty, que recebeu equivocadamente o de melhor atriz e assinalava: Emma Stone/La La Land; após o elenco subir no palco, os organizadores da cerimônia consertaram o erro após dois minutos de discurso, e Jordan Horowitz, no momento de seu agradecimento, anunciou o verdadeiro vencedor: Moonlight.
Na edição do Globo de Ouro de 2017, La La Land recebeu sete indicações e venceu em todas as categorias nomeadas, estabelecendo um recorde na premiação. A obra conquistou os prêmios de melhor filme de comédia ou musical, melhor diretor, melhor ator para Gosling, melhor atriz para Stone, melhor roteiro, melhor trilha sonora e melhor canção original para "City of Stars".
A obra também foi a recordista de indicações no BAFTA 2017, que ocorreu no dia 12 de fevereiro. Conquistou 5 prêmios das 11 categorias nomeadas, incluindo melhor filme, melhor diretor e melhor atriz para Stone.
No Critics' Choice Movie Awards, La La Land conquistou oito prêmios, incluindo melhor filme, melhor diretor e melhor roteiro original.